# Benjamin Lutun
Benjamin Lutun (Poperinge, 2 juni 1987) is een Belgisch voetballer. Hij kan als verdediger, als middenvelder of aanvaller spelen.

## Loopbaan
Lutun werd in het voorjaar van 2007 als belofte samen met Brecht Capon aangesloten bij de A-kern van Club Brugge. Voorheen was hij aangesloten bij Lille OSC en JA Armentières. Verder kwam hij ook nog uit voor KSV Roeselare, KSK Ronse en KVK Ieper. Lutun verruilde in juli 2013 KSV Roeselare voor Sint-Eloois-Winkel Sport.
Lutun maakte deel uit van de Belgische selectie voor het EK voor -19-jarigen in 2006.

## Familie
Lutun is de neef van Sébastien Dewaest.